# Daniel Doré
Daniel Doré (* 9. April 1970 in Ferme-Neuve, Québec) ist ein ehemaliger kanadischer Eishockeyspieler, der während seiner aktiven Karriere unter anderem für die Nordiques de Québec in der National Hockey League gespielt hat. Er spielte auch als professioneller Inlinehockeyspieler in der nordamerikanischen Roller Hockey International.

## Karriere
Doré begann seine Profikarriere im Jugendalter bei den L’Outaouais Frontaliers in der QAAA, für die er von 1985 bis 1986 auf dem Eis stand. Anschließend kam er zu den Voltigeurs de Drummondville in die Ligue de hockey junior majeur du Québec. Dort konnte er sich als Stammkraft etablieren und erzielte in seiner Debütsaison bereits über 60 Scorerpunkte. In den zwei folgenden Saisons steigerte er seine Punkteausbeute, saß allerdings auch jeweils über 200 Minuten auf der Strafbank. Beim NHL Entry Draft 1988 wurde er in der ersten Runde an Position fünf von den Nordiques de Québec ausgewählt. Im Trainingslager der Nordiques wusste er nicht zu überzeugen und wurde zur Saison 1989/90 in die QMJHL zu den Chicoutimi Saguenéens geschickt. In der gleichen Saison wurde er zu den Nordiques abberufen und gab sein Debüt in der National Hockey League.
Die Saison 1990/91 verbrachte er fast vollständig bei den Halifax Citadels in der American Hockey League und kam lediglich zu einem weiteren Einsatz für die Québec Nordiques. Die folgende Saison spielte er nur noch in der Minor League für die Halifax Citadels in der AHL, kam aber auch für die Greensboro Monarchs in der East Coast Hockey League in sechs Spielen zum Einsatz und erzielte dabei einen Treffer. Am 14. Dezember 1992 unterschrieb er einen Vertrag als Free Agent bei den Philadelphia Flyers. Der Sprung in den NHL-Kader der Flyers gelang ihm allerdings nicht, stattdessen spielte Doré in der Saison 1992/93 für die Hershey Bears. Anschließend kam er noch zu vier Einsätzen für die Chatham Wheels in der Colonial Hockey League, ehe er seine Karriere beendete.
Als professioneller Inlinehockeyspieler ging Doré von 1994 bis 1996 in der Roller Hockey International für die Montreal Roadrunners und Empire State Cobras aufs Eis. Bei den Montreal Roadrunners war er in der Saison 1995/96 außerdem auch als Trainer tätig.

## Erfolge und Auszeichnungen
- 1988 Trophée Michael Bossy